# Mildbraedia
Mildbraedia é um género botânico pertencente à família Euphorbiaceae.

## Sinonímia
- Neojatropha Pax
- Plesiatropha Pierre ex Hutch.

## Espécies
Composto por 5 espécies:
- Mildbraedia balboana
- Mildbraedia carpinifolia
- Mildbraedia fallax
- Mildbraedia klaineana
- Mildbraedia paniculata

## Nome e referências
Mildbraedia Pax